# Presečišče
Presečíšče (tudi sečíšče) je v geometriji splošni izraz za skupno točko dveh geometrijskih množic: dveh premic, dveh krivulj, dveh ploskev, premice in ravnine, krivulje in ploskve ipd.
Beseda presečišče je nadpomenka, ki zajema tudi naslednje posebne primere:
- Dotikalíšče je presečišče, v okolici katerega se dani krivulji (ali ploskvi) zelo dobro prilegata ena drugi. Najbolj znan primer dotikališča je točka v kateri se tangenta dotika dane krivulje.
- Prebodíšče je presečišče enorazsežne množice (premice, krivulje) in dvorazsežne množice (ravnine, ploskve).
- Stičíšče je presečišče, ki leži na skrajnem robu obeh danih množic. Npr.: če imata dve daljici skupno krajišče, rečemo tej točki tudi stičišče daljic.

Pogosto se zgodi, da imata dve ploskvi (oz. ravnini) neskončno mnogo presečišč. Če ta presečišča sestavljajo krivuljo, jo imenujemo preséčna krivúlja, če sestavljajo premico, pa preséčna prémica ali preséčnica.

## Računanje presečišča
Presečišče grafov dveh funkcij y = f(x) in y = g(x) izračunamo tako, da izenačimo enačbi obeh funkcij:
f(x) = g(x).
Rešitev dobljene enačbe je abscisa (x koordinata) presečišča. Ordinato (y koordinato) presečišča dobimo tako, da izračunano absciso vstavimo v eno od funkcij.